# Parque nacional de Rikuchu Kaigan
Parque nacional de Rikuchu Kaigan (en japonés:陸中海岸国立公園 Rikuchū Kaigan Kokuritsu Kōen) es un parque nacional en la región de Tohoku en Honshu, en el norte del país asiático de Japón. El parque se extiende por 180 kilómetros de norte a sur a lo largo de la costa del Océano Pacífico desde el norte de la prefectura de Miyagi al norte de la prefectura de Iwate. El parque fue creado el 2 de mayo de 1955, y cubre una superficie de 121,98 kilómetros cuadrados.
Toda la costa se caracteriza por ejemplos de la erosión del mar, con numerosos pilares de roca e islas. La costa norte es un ejemplo de una línea de costa elevada, y es un área que ha sido objeto de varios terremotos fuertes y tsunamis en la historia reciente. El área posee entradas profundas y estrechas penínsulas, con muchas pequeñas bahías y caletas.